# قهرمان آمریکایی
قهرمان آمریکایی (انگلیسی: American Hero) فیلمی در ژانر کمدی-درام و کمدی به کارگردانی نیک لاو است که در سال ۲۰۱۵ منتشر شد. از بازیگران آن می‌توان به استیون درف اشاره کرد.

## خلاصه داستان
ملوین، یک ابرقهرمان مُردد است که تنها برای جرم و جنایت، زن‌ها و مواد مخدر زندگی می‌کند. این قضیه تا زمانی ادامه دارد که او می‌فهمد می‌تواند به وسیلهٔ مبارزه با جرم و جنایت، پسرش که سالها از او دور بوده را دوباره ببیند و…